# Bonkers (Nederlands televisieprogramma)
Bonkers is een Nederlands televisieprogramma dat in 2012 op SBS6 werd uitgezonden. In het programma worden voornamelijk moppen nagespeeld. Bonkers liep maar één seizoen, met 7 afleveringen van elk 25 minuten.

## Cast
- Roel Goudsmit
- Jennifer Evenhuis
- Liesbeth Janse
- Emile Janssen
- Ruud Matthijssen
- Sammy van der Vaart
- Pepijn van Hulst
- Bas Nijboer
- Nellie Benner
- Anne Deliën
- Marit van Bohemen
- Linda van der Steen
- Stan Limburg
- Ferry Asselbergs
- Griete Van den Akker
- Nick Geest
- Ali Wishka
- Ronald Van Rillaer
- Jeron Amin Dewulf
- Joep Sertons
- André van der Toorn
- Dries Roelvink
- Piet Paulusma
- Jochem van Gelder
- Marlous Dirks
- Olaf van der Hee
- Bert Koster †